# Syrphoctonus longiventris
Syrphoctonus longiventris là một loài tò vò trong họ Ichneumonidae.